# Eutetras pringlei
Eutetras pringlei là một loài thực vật có hoa trong họ Cúc. Loài này được Greenm. mô tả khoa học đầu tiên.